# Angeł Karagjozow
Angeł Dimitrow Karagjozow (bułg. Ангел Димитров Карагьозов; ur. 1875 w Tyrnowie, zm. 1 września 1961 w Sofii) – bułgarski prawnik i polityk, dwukrotny minister sprawiedliwości w latach 1935-1937.

## Życiorys
Syn Dimityra i Todoricy z d. Smiłowej. Ukończył gimnazjum w Tyrnowie, a następnie odbył studia prawnicze na uniwersytecie w Tuluzie. Po powrocie do kraju pracował w zawodzie adwokata w Sofii. W latach 1927–1934 był przewodniczącym Sądu Apelacyjnego w Sofii i redaktorem naczelnym pisma Iuridiczeska mysl.  W 1935 objął kierownictwo resortu sprawiedliwości w rządzie Andreja Toszewa. Po raz drugi kierował resortem sprawiedliwości w rządzie Georgi Kjoseiwanowa.
Był żonaty (żona Zdrawka z d. Todoriewa), miał dwoje dzieci.